# Pol der Unzugänglichkeit

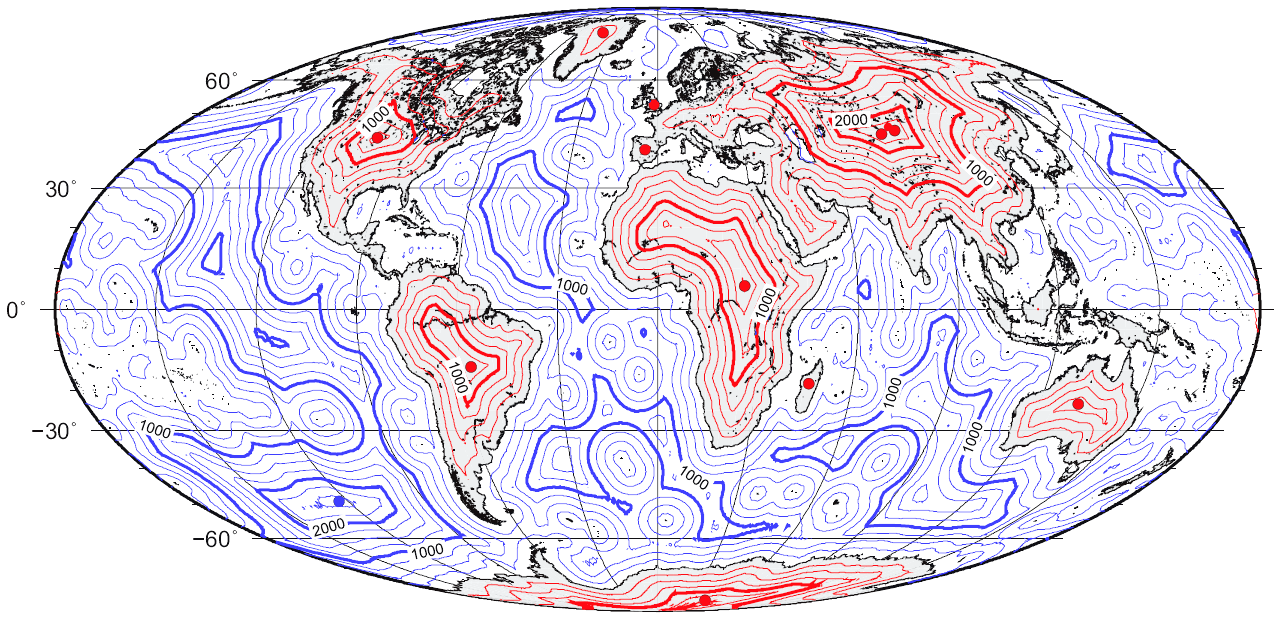
Pole der Unzugänglichkeit (rote und blaue Punkte). Dünne Linien = 250 km, dicke Linien = 1000 km.

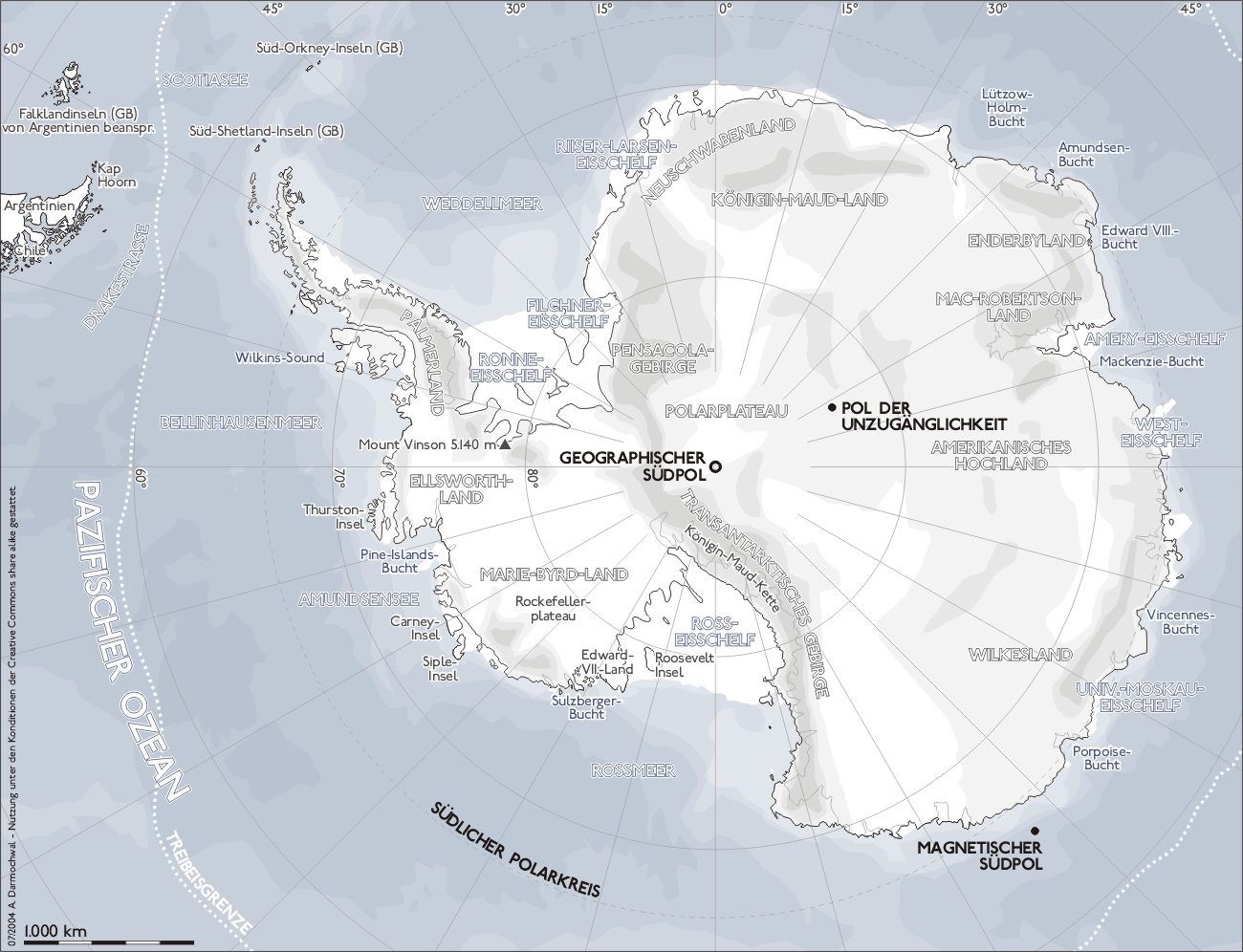
Die Antarktis mit einigen Polen der südlichen Hemisphäre, u. a. mit dem Südpol der Unzugänglichkeit

Als Pol der Unzugänglichkeit (auch Unzugänglichkeitspol oder Pol der Unerreichbarkeit oder Pol der relativen Unerreichbarkeit) bezeichnet man verschiedene Positionen auf der Erde, an Land oder auf dem Wasser, die eine maximale Entfernung zur nächstgelegenen Küste haben. Das Konzept geht zurück auf den Polarforscher Vilhjálmur Stefánsson, der hiermit zwischen dem Nordpol und dem entferntesten Punkt der Arktis unterscheiden wollte.

## Einsamste und unzugänglichste Orte der Welt
Die unzugänglichste bewohnte Insel der Welt ist Tristan da Cunha im Südatlantik, die als Teil des britischen Überseegebiets St. Helena, Ascension und Tristan da Cunha zum Vereinigten Königreich gehört. Von dort sind es etwa 2440 km bis zur nächsten bewohnten Insel (Sankt Helena) und 2779 km bis zum nächsten Festland (Südafrika). Auf Tristan da Cunha leben 292 Menschen (Stand: August 2020).
Die unzugänglichste Insel insgesamt ist die norwegische Bouvetinsel im Südatlantik. Die nächste bewohnte Insel, Tristan da Cunha, ist 2260 km entfernt. Südafrika liegt etwa 2530 km entfernt.
Der einsamste Ort überhaupt ist der weiter unten aufgeführte Pazifische Pol der Unzugänglichkeit oder Point Nemo.

## Nordpol der Unzugänglichkeit
Der Nordpol der Unzugänglichkeit befindet sich bei den Koordinaten 84° 3′ N, 174° 51′ W an der Stelle des Packeises der Arktis, die am weitesten von Festländern und Inseln entfernt ist. Er liegt 772 Kilometer vom geographischen Nordpol, 1465 Kilometer nördlich von Utqiaġvik (Alaska), 1070 Kilometer weit entfernt von den Landmassen der Ellesmere-Insel (Kanada) und 1390 Kilometer des Franz-Josef-Lands (Russland).
Der Nordpol der Unzugänglichkeit wurde 1927 von Hubert Wilkins mit einem Flugzeug erreicht. Aufgrund der permanenten Bewegung des Packeises gibt es hier keine Landmarke.

## Südpol der Unzugänglichkeit
Der Südpol der Unzugänglichkeit befindet sich bei den Koordinaten 85° 50′ S, 65° 47′ O (nach anderen Angaben bei 82° 6′ S, 54° 58′ O) an der Stelle der von Eis überdeckten Landmasse der Antarktis, die am weitesten von den Wassermassen des Südlichen Ozeans – und damit vom Weltmeer – entfernt ist. Er ist 463 km vom geographischen Südpol entfernt und liegt auf einer Höhe von 3718 Metern über dem Meeresspiegel. Die jährliche Durchschnittstemperatur beträgt −58,2 °C und ist damit eine der tiefsten der Erde.
Im Rahmen einer sowjetischen Antarktis-Expedition, die 1958 im Internationalen Geophysikalischen Jahr stattfand, wurde dieser Pol erreicht und unweit eine sowjetische Forschungsstation eingerichtet, die den Namen Poljus Nedostupnosti bekam. Hierbei wurde eine vorgefertigte, hölzerne Leninbüste mitgeführt und errichtet. Station und Büste wurden im Anhang zum Antarktis-Vertrag als historische Stätten festgeschrieben.

## Pazifischer Pol der Unzugänglichkeit /Point Nemo

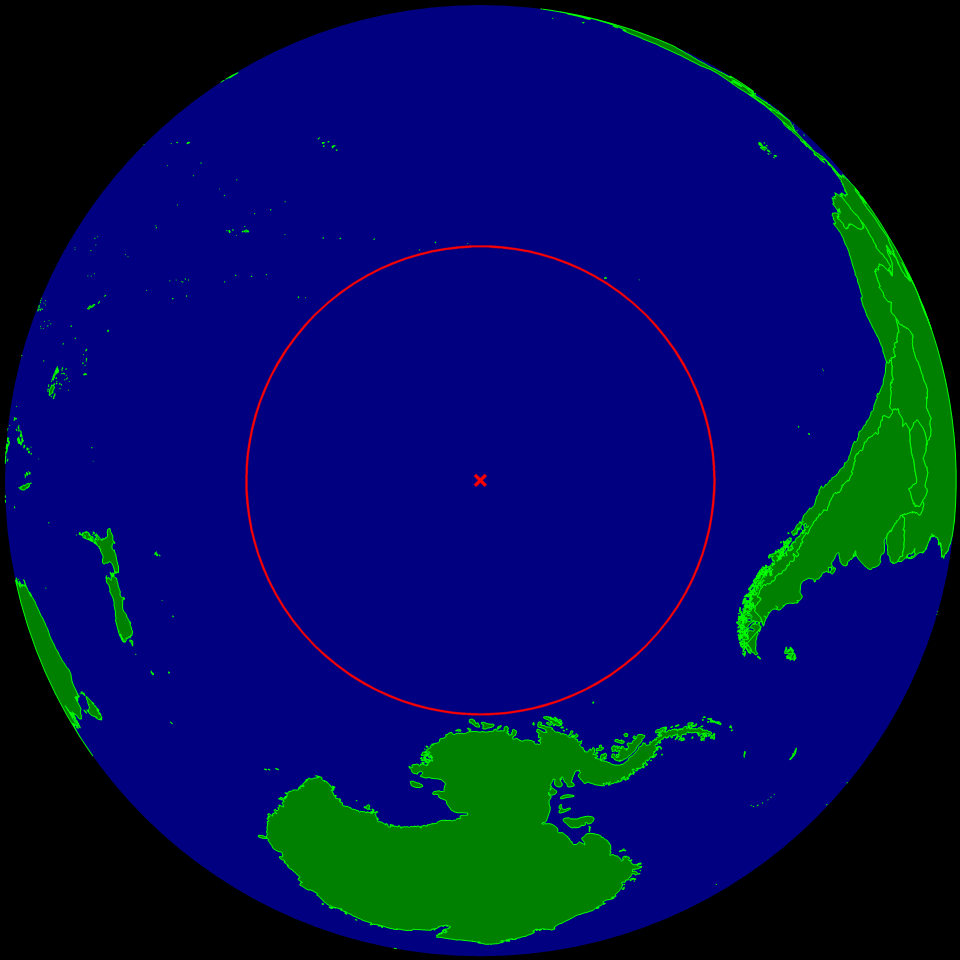
Pazifischer Pol der Unzugänglichkeit (Point Nemo)

Der Pazifische Pol der Unzugänglichkeit (auch Point Nemo oder Wasserpol genannt) befindet sich bei den Koordinaten 48° 52′ 31,75″ S, 123° 23′ 33,07″ W und ist die Stelle auf der Erdoberfläche, die am weitesten von Festländern und Inseln entfernt ist. Er wurde erst 1992 durch den kroatisch-kanadischen Vermessungsingenieur Hrvoje Lukatela bestimmt. Er befindet sich im südlichen Pazifik, 2688 km (1451 nautische Meilen) vom nächstliegenden Land: Ducie (Teil der Pitcairninseln) im Norden, Motu Nui (der Osterinsel vorgelagert) im Nordosten und der Maher-Insel (nahe der Siple-Insel vor der Küste des Marie-Byrd-Landes, Antarktis) im Süden. Die Chatham-Insel liegt weiter westlich und das südliche Chile befindet sich im Osten. Dieser Pol wird auch als Raumschiff-Friedhof genutzt; so wurden zum Beispiel unbemannte Kapseln nach der Rückkehr von der Raumstation ISS und die Mir zum kontrollierten Absturz über dieser Stelle gebracht.

## Eurasischer Pol der Unzugänglichkeit

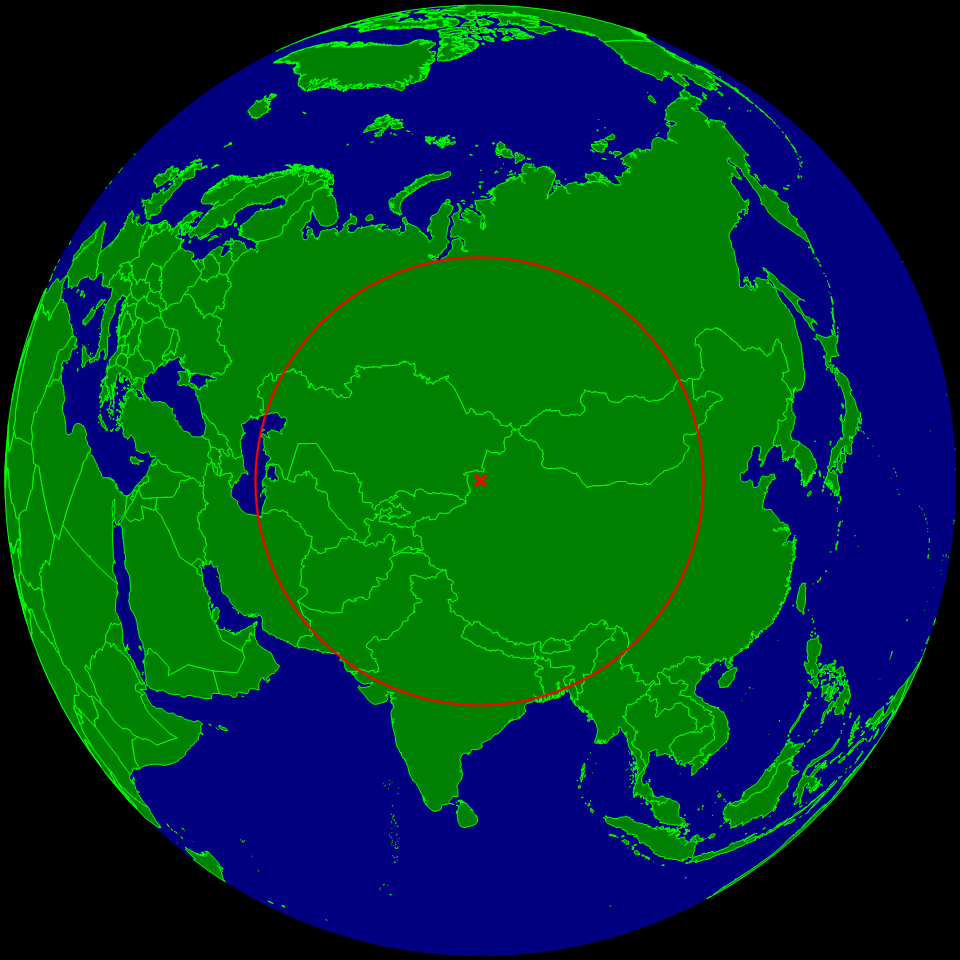
Eurasischer Pol der Unzugänglichkeit

Der eurasische Pol der Unzugänglichkeit befindet sich bei den Koordinaten 46° 17′ N, 86° 40′ O und ist der Ort auf der Erdoberfläche, der am weitesten vom Weltmeer entfernt ist. Er befindet sich im nordwestlichen China im autonomen Gebiet Xinjiang in der Wüste Gurbantünggüt und ist 158 km von der Stadt Karamay entfernt. Bis zur nächsten Küste sind es 2383 km.
Computerberechnungen aus dem Jahr 2007 schlagen zwei alternative Ortungen vor (in Verbindung mit der Küstenlinienunsicherheit), die beide ebenfalls im Bereich von Ürümqi liegen (EPIA = Eurasian point of inaccessibility):
- EPIA1: 44° 17′ 24″ N, 82° 11′ 24″ O, Entfernung vom Weltmeer 2510±10 km und
- EPIA2: 45° 16′ 48″ N, 88° 8′ 24″ O (ebenfalls in Gurbantünggüt), Entfernung vom Weltmeer 2514±14 km.

## Abstand zur nächsten Straße
Im übertragenen Sinn werden manchmal auch Orte abseits von Straßen als „Unzugänglichkeitspole“ bezeichnet, um auf diese Weise ein Maß für die Größe von Wildnisgebieten zu haben. So weist etwa Schweden einen Punkt im Nationalpark Padjelanta aus, der in alle Richtungen mindestens 46,1 km von der nächsten Straße entfernt ist. In Deutschland sind die Inseln Großer Knechtsand und Greifswalder Oie jeweils rund 13,5 km von der nächsten Straße entfernt. Auf dem Festland ist es mit 10,1 km ein Punkt im Nationalpark Berchtesgaden. Außerhalb der Alpen und ohne Lage an einem großen See kommt ein Punkt im Nationalpark Bayerischer Wald auf 6,3 km.